# 生田衣梨奈
生田 衣梨奈（いくた えりな、1997年7月7日 - ）は、日本の歌手、女優、元アイドル。ハロー!プロジェクトの女性アイドルグループモーニング娘。の元メンバー（9期）で、10代目リーダーを務めた。福岡県福岡市出身。アップフロントプロモーション所属。モーニング娘。加入前はエレガントプロモーションキッズに所属していた。

## 略歴
- 2011年1月2日、中野サンプラザで開催された『Hello! Project 2011 WINTER 〜歓迎新鮮まつり〜』において、約9,000人が応募した「モーニング娘。9期メンバーオーディション」に合格し、モーニング娘。9期メンバーに選ばれたことが発表された[6][7][8]。
- 2011年8月25日、小川紗季の後任として『おはスタ』におはガールとしてレギュラー出演[9]。
- 2012年3月27日、おはガールメープルが『おはスタ』を卒業。
- 2012年9月10日、モーニング娘。9期メンバーによる『モーニング娘。Q期オフィシャルブログ』を開設[10]。
- 2012年10月、SATOYAMA movementによるユニット「ハーベスト」のメンバーに選出。
- 2013年7月、SATOUMI movementによるユニット「HI-FIN」のメンバーに選出。
- 2014年11月26日、道重さゆみ卒業による新体制の移行でサブリーダーに就任[11]。
- 2016年10月22日、1st写真集『衣梨奈』を発売[12]。
- 2018年1月20日、2nd写真集『if』を発売[13]。
- 2020年5月15日、Instagramを開始[14]。
- 2022年11月10日、モーニング娘。加入から4,330日を数えたことに伴い、譜久村聖と共に道重さゆみの記録を更新し、グループ在籍期間が歴代最長となる[15]。
- 2023年11月25日、『モーニング娘。'23 コンサートツアー秋「Neverending Shine Show」』北海道公演にて、譜久村聖卒業による新体制のモーニング娘。10代目リーダーに就任することが発表された[3]。
- 2023年11月30日、モーニング娘。10代目リーダーに就任。
- 2025年1月2日、同年春に開催される予定のコンサートツアーをもってモーニング娘。'25およびハロー!プロジェクトを卒業することを発表した[16][17]。
- 2025年4月5日、7月8日の日本武道館公演をもってモーニング娘。'25およびハロー!プロジェクトを卒業することが正式に決定したことを発表した[18]。
- 2025年5月15日、3rd写真集『présent』を発売[19][20]。
- 2025年7月8日、日本武道館で行われた『モーニング娘。'25 コンサートツアー春 Mighty Magic DX〜生田衣梨奈を見送って〜』をもって、グループおよびハロー!プロジェクトから卒業した[21]。在籍期間は約14年半（5301日）におよび、歴代最長。加入以来、年間100回以上あるコンサート、舞台、握手会等の各種イベントを一度も休まず、「皆勤」を達成した[21][22]。
- 2025年7月9日、Xアカウントを開設[23]。
- 2025年7月10日、TikTokを開始[24]。

## 人物
- 愛称は、えりぽん[1]。イメージカラーは黄緑。
- 血液型A型[1]。身長157 cm[25]。
- 名前の表記は衣類の「衣」、食べ物のナシの漢字表記「梨」、地名の奈良の「奈」である。由来はそれぞれ衣食住に困らないように付けられた[26]。
- 弟がいる[26]。
- 従姉は元グラビアアイドルの滝川綾[27]。その夫であるプロサッカー選手の長谷川アーリアジャスールは親戚でお互いの家にも泊まりに行く仲だと語っている[28]。元HKT48の本村碧唯は幼馴染[29]。
- プロデューサーのつんく♂は、「笑顔が100点」で「『さわやか』と『根性』を兼ね備えている」と評している[30]。
- 趣味・特技はゴルフ[31][32]。小学3年生ぐらいのころから始めた。きっかけは『テニスの王子様』を読んでいてテニスがしたいとずっと親に言っていたらゴルフ場に連れて行かれ（ゴルフ場にテニスコートが併設されている）、父親に「ゴルフやってみたら」と言われたことで、試しにやってみると楽しくて、そこから夢中になったという[33]。普段は、男性用のクラブを使用している[34]。2018年7月現在のベストスコアは「87」[35]、2019年10月に「85」へ更新した[36]。ドライバーでは230ヤードは飛ばせる[37]。
- ゴルフが上手いアイドルという個性を活かし、アパレルブランドのBEAMS GOLFやゴルフ用品メーカーとのコラボレーションも生まれている[38][39]。
- 他人から言われる趣味・特技は携帯電話のメール操作[31]。
- アクロバットが得意[40]で、「スカッとMy Heart」のMVではハンドスプリング（ライブではマイクを持つため片手側転）を披露している[41]。2016年の春ツアー千秋楽では同曲で片手のハンドスプリングも披露、同年の演劇女子部での舞台でも披露している。また、2015年1月2日 - 2月15日に開催された『Hello! Project 2015 WINTER 〜DANCE MODE!〜』の初回公演ではバック転を披露している[42]。
- イチゴが大好きで[26][40]、バナナ、メロンは苦手[26]。また、野菜も苦手で[43]、食べられる野菜を挙げる方が早い[26]。また、大の焼肉好きである[44]。
- 2016年12月14日放送の『2016 FNS歌謡祭』第2夜（フジテレビ）では、共演した生田絵梨花（元乃木坂46）とのペアがファンから「W生田」と呼ばれて話題となった[45]。
- 『おはスタ』出演当初は滑舌が悪く、天気予報の時に「ときどき」を噛んでしまうのが悩みであったが、その後は滑舌が良くなり、その悩みは解消した[46]。
- 自身にまつわるフレーズが多く、生田自身も積極的に使用している。主なものに「がんばって生田」→コンサート等イベントにおけるファンからのコールとして定着。「#えりぽんかわいい」→2016年4月より公式ブログにてファンに使用を呼びかける[47]。
- 新垣里沙を尊敬しており、2012年4月21日 - 22日に開催された『〜Morning Days Happy Holiday 特別編〜新垣里沙 ファンクラブツアー in 静岡』に参加したほか、同年5月18日に開催された新垣の卒業セレモニーではメンバーの中でも特に号泣・興奮しながら「新垣さん激単推しでいきます!」と断言した[48][49][50]。
- グループ内イメージカラーは紫色だったが、先述の新垣のファンクラブツアーで新垣は「わたしが卒業したら（イメージカラーである）黄緑を受け継いでほしい」と語っており、2012年7月29日に黄緑に変更した[注 1]。
- 日向坂46メンバーの齊藤京子の大ファンである[51]。

## 作品

### 映像作品
- Greeting 〜生田衣梨奈〜（2011年8月、e-LineUP!、e-Hello!シリーズ）
- It's a lovely day(2014年8月、e-LineUP!)

## 出演

### テレビドラマ
- 数学♥女子学園（2012年1月11日 - 3月28日、日本テレビ） - 中野理子 役
- Friend-Ship Project 〜こんにちは、女優の相楽樹です。〜（2017年3月6日、テレビ東京） - みみか 役

### バラエティ
- ハロプロ!TIME（2011年4月 - 2012年5月、テレビ東京）
- おはスタ第2部 スーパーライブ（2011年8月25日 - 2012年3月27日[注 2]・8月8日[注 3]・2016年3月30日[注 4]、テレビ東京）
- ハロー!SATOYAMAライフ（2012年6月 - 2013年12月、テレビ東京）
- 生田衣梨奈の渋谷29スタジアム（2019年8月24日、TOKYO MX）
- 秘密のケンミンSHOW極（2020年8月13日、日本テレビ）[52]
- 未来の日本代表を全力応援! GO!GO!アスリート学園（2020年9月13日・28日・10月11日、TOKYO MX）[53]

### ゴルフ番組
- 所さんの楽しいゴルフ2014（2014年1月4日、テレビ東京）
- 第2回KRHチャンピオンシップ ゴルフ異種格闘杯（2014年5月6日、テレビ東京）
- 2014三井住友VISA太平洋マスターズプロアマチャリティトーナメント（2014年11月16日、TBSテレビ）
- 2015三井住友VISA太平洋マスターズプロアマチャリティトーナメント（2015年11月15日、TBSテレビ）
- たかの友梨CUP 第38回平尾昌晃チャリティゴルフ（2015年12月27日、テレビ東京）
- 2016三井住友VISA太平洋マスターズプロアマチャリティトーナメント（2016年11月13日、TBSテレビ）
- 第18回叙々苑カップ芸能人ゴルフチャンピオン決定戦（2017年7月2日、テレビ東京）
- 2017三井住友VISA太平洋マスターズプロアマチャリティトーナメント（2017年11月12日、TBSテレビ）
- 第19回叙々苑カップ芸能人ゴルフチャンピオン決定戦（2018年6月24日、テレビ東京）
- 生田衣梨奈のVSゴルフ（2018年9月 - 2019年11月、TOKYO MX） - 番組イベント「第1回えりぽんカップ」（2019年9月27日）が開催[54]
- 生田衣梨奈のVSゴルフ2（2019年12月 - 2020年12月、TOKYO MX） - 月1回放送
- 2018三井住友VISA太平洋マスターズプロアマチャリティトーナメント（2018年11月11日、TBSテレビ）
- モー娘。'19えりぽんが浜岡で腕試し!（2019年6月17日 - 20日、静岡放送）
- 第20回叙々苑カップ芸能人ゴルフチャンピオン決定戦（2019年6月30日、テレビ東京） - この大会で生田は、ベストドレッサー賞を受賞した
- サマンサタバサ ガールズコレクション・レディーストーナメント2019（2019年7月28日、BSテレ東）
- 2019三井住友VISA太平洋マスターズプロ・アマチャリティトーナメント（2019年11月17日、TBSテレビ）
- ゴルフ女子 ヒロインバトル（2020年8月16日 - 9月6日・2021年2月7日 - 28日、BS12 トゥエルビ）
- 白熱!ゴルフ下克上! 谷原秀人vs蛍原軍団（2020年9月24日、BSテレ東）[55]
- 白熱!ゴルフ下克上! 〜レジェンド女子プロvs蛍原軍団〜（2020年11月26日、BSテレ東）[56]
- 生田衣梨奈のVSスポーツ（2021年1月 - 2022年2月、TOKYO MX） - 月1回放送
- 生田衣梨奈のVSゴルフ4（2022年3月 - 、TOKYO MX） - 月1回放送

### 教育番組
- NHK高校講座 体を動かすTV（2015年3月・8月・12月・2016年1月、NHK Eテレ）[57]

### ラジオ
- モーニング娘。のモーニング女学院〜放課後ミーティング〜（2012年4月 - 、ラジオ日本)
- ラジオ関西公開録音inホームランドーム 「えりぽん×はーちん くりすますすぺしゃる!!」（2016年12月11日、ラジオ関西） - 尾形春水と共演
- 生田衣梨奈・植村あかりのハロプロ西遊記（2021年10月3日・10日、MBSラジオ） - 植村あかりと共演

### ネット配信
- ユーストリー娘。（2011年4月13日 - 7月13日、Ustream）
- ゴルフチャレンジ企画 モーニング娘。’18 えりぽん 目指せ!アイドル80切り!!（2018年3月31日 - 7月26日、日本文芸社）

### 映画
- シェアハウス（2011年11月）

### 舞台
- リボーン〜命のオーディション〜（2011年10月8日 - 17日、全労済ホール/スペース・ゼロ） - 小野小町 役
- ステーシーズ 少女再殺歌劇（2012年6月6日 - 12日、全労済ホール/スペース・ゼロ） - 玉代 役
- 演劇女子部「続・11人いる! 東の地平・西の永遠」（2016年6月11日・12日、京都劇場、16日 - 26日、サンシャイン劇場） - レッド/石頭 役
- 演劇女子部「ファラオの墓」（2017年6月2日 - 11日、サンシャイン劇場） - マリタ 役
- 演劇女子部「ファラオの墓 〜蛇王・スネフェル〜」（2018年6月1日 - 10日、サンシャイン劇場 / 15日 - 17日、大阪メルパルクホール） - マリタ 役

### WEB記事
- Cancam.jp「絶対休めない人の風邪対策。モーニング娘。’18の鉄人ガール、生田衣梨奈がしてること」ほか（2018年12月23日 - 26日）[58]
- non-no Web「生田衣梨奈さんがやっている全方位型腹筋エクササイズ」、「『華奢 カッコいい』腹筋の作り方」（2019年5月3日・4日）[59]
- Cancam.jp「モーニング娘。’20生田衣梨奈、美の歴史。失敗を繰り返してたどりついた、劇的BEFORE→AFTERの裏側」ほか（2020年11月27日）[60]

## 書籍

### 写真集
- 衣梨奈（2016年10月22日、オデッセー出版）[12]
- if（2018年1月20日、オデッセー出版）[13]
- présent（2025年5月15日、オデッセー出版、撮影：鈴木ゴータ）[19][20]

### 雑誌連載
- CD&DLでーた「CD&DLでーたゴルフ部」（2013年9月14日 - 、エンターブレイン）[61]

### 新聞連載
- 中日スポーツ 内藤雄士の「必ず上達する、これが最新スイング」（2014年4月 - 2015年3月、中日新聞社）[62]

## 所属グループ・ユニット
- モーニング娘。（2011年 - 2025年）
  - モーニング娘。Q期（2012年）[注 5]
  - モーニング娘。20th（2017年 - 2018年）[注 6]
- おはガールメープル（2011年 - 2012年）
- スペシャルユニット
  - リボーンイレブン（2011年）
- シャッフルユニット
  - ハロー!プロジェクト モベキマス（2011年）
  - ハロプロ・オールスターズ（2018年 - 2020年）
- 企画ユニット
  - ハーベスト（2012年）
  - HI-FIN（2013年）